# 沃代尔朗
沃代尔朗（法語：Vaudherland，亦作，法語發音：[vodɛʁlɑ̃] ⓘ）是法国法兰西岛大区瓦兹河谷省的一个市镇，位于该省东部，属于萨塞勒区。沃代尔朗仅有0.09平方公里，是法国面积第二小的市镇。

## 地理
沃代尔朗（49°0'2"N, 2°29'10"E）面积0.09 平方千米，位于法国法蘭西島大區瓦兹河谷省，该省份为法国北部内陆省份，北起瓦兹省，西接厄尔省，南至塞纳-圣但尼省、上塞纳省和伊夫林省，东临塞纳-马恩省。
与沃代尔朗接壤的市镇（或旧市镇、城区）包括：法兰西地区鲁瓦西、戈内斯、勒蒂耶。

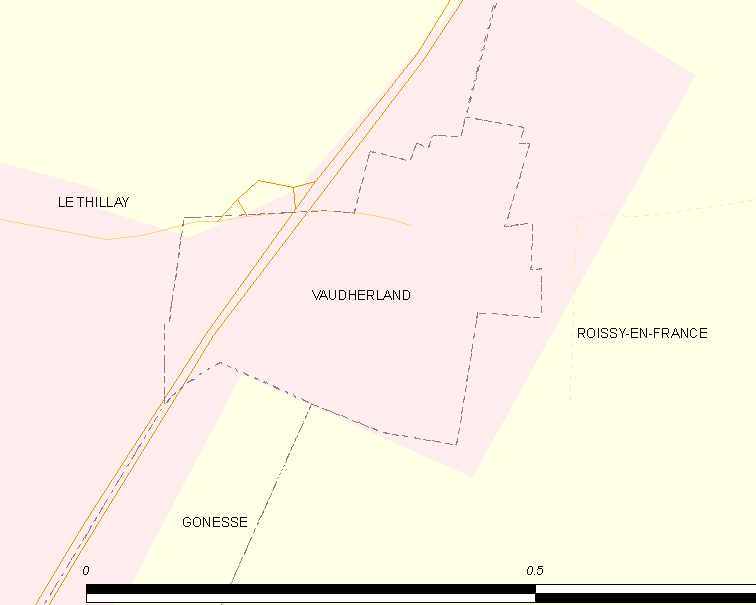
沃代尔朗的OSM定位图

沃代尔朗的时区为UTC+01:00、UTC+02:00（夏令时）。

## 行政
沃代尔朗的邮政编码为95500，INSEE市镇编码为95633。

## 政治
沃代尔朗所属的省级选区为维利耶勒贝勒县。

## 人口

1962-2008年间沃代尔朗人口变化图示

沃代尔朗于2022年1月1日时的人口数量为102人。